# Calverton, New York
Calverton är en ort i Suffolk County i delstaten New York, USA.